# مردان…
مردان… (انگلیسی: Men...) یک فیلم در ژانر کمدی رمانتیک به کارگردانی دوریس دوریه است که در سال ۱۹۸۵ منتشر شد. از بازیگران آن می‌توان به هاینر لاوترباخ و اووه اوخسنکنشت اشاره کرد.
این فیلم در پنجاه و نهمین دوره جوایز اسکار در بخش بهترین فیلم خارجی‌زبان پذیرفته شد اما جایزه‌ای کسب نکرد.